# Калитино (посёлок, Ленинградская область)
Кали́тино — посёлок в Волосовском районе Ленинградской области. Административный центр Калитинского сельского поселения.

## История
По данным 1966, 1973 и 1990 годов посёлок Калитино входил в состав Калитинского сельсовета с административным центром в деревне Курковицы.
В 1997 году в посёлке Калитино Калитинской волости с центром в деревне Курковицы проживали 1760 человек, в 2002 году — 1461 человек (русские — 93 %).
В 2007 году посёлок Калитино являлся административным центром Калитинского СП, его население составляло 1639 человек.

## География
Посёлок расположен в восточной части района на автодороге 41А-003 (Кемполово — Выра — Шапки) в месте примыкания к ней автодороги 41К-052 (Роговицы — Калитино).
Расстояние до ближайшей железнодорожной станции Кикерино — 7 км.

### Климат
Умеренно континентальный, влажный. Средние температуры: январь −10 °С; июль +17 °С.

## Демография
| 1997 | 2002  | 2007  | 2010  | 2017  |
| ---- | ----- | ----- | ----- | ----- |
| 1760 | ↘1461 | ↗1639 | ↗1649 | ↘1479 |

### Национальный состав
Согласно данным Всероссийской переписи населения 2021 года в посёлке проживал 1431 человек, из них:
 русские — 1006, украинцы — 13, белорусы — 3, таджики — 3, эстонцы — 2, мордва — 2, аварцы — 1, буряты — 1, венгры — 1, карелы — 1, коми — 1, поляки — 1, другие национальности — 21 человек, остальные национальность не указали.

## Достопримечательности
- Выставочный зал
- Усадьба А. Б. Бурянского
- Часовня Николая Чудотворца. Окормляется причтом храма св. Николая Чудотворца в Кикерине. В часовне хранится чтимый чудотворный образ преподобного Феодора Молчаливого Печерского с частицей его мощей.

## Предприятия и организации
- Отделение почтовой связи
- Амбулатория
- Дом культуры[13].
- Сельская библиотека[13].
- Средняя общеобразовательная школа
- Детский сад
- Гостиница
- ФГБУ «Северо-Западная государственная машиноиспытательная станция»

## Транспорт
Автобусные маршруты
| №    | Конечные остановки                            | Перевозчик                          |
| ---- | --------------------------------------------- | ----------------------------------- |
| 39   | Волосово, вокзал — Глумицы                    | ООО «Волосово-Межрегионтранс»       |
| 39А  | Волосово, вокзал — Калитино                   | ООО «Волосово-Межрегионтранс»       |
| 46   | Волосово, вокзал — Калитино                   | ООО «Волосово-Межрегионтранс»       |
| 526  | Гатчина, Варшавский вокзал — Глумицы          | ООО «Вест-Сервис»                   |
| 833А | Санкт-Петербург, Балтийский вокзал — Калитино | ИП Трофимов А. М., ИП Ремизов М. Г. |

## Улицы
Дорожная, Инженерная, Новосельская, парк Усадьбы Калитино.